# Taggblodbi
Taggblodbi (Sphecodes spinulosus) är en biart som beskrevs av Hagens 1875. Taggblodbi ingår i släktet blodbin och familjen vägbin. Inga underarter finns listade.

## Beskrivning
Blodbin är generellt svåra att identifiera i fält, men som andra blodbin har taggblodbiet svart huvud och mellankropp och främre delen av bakkroppen röd. Taggblodbiet är ett mycket stort blodbi med ovanligt mycket rött på bakkroppen: Endast den sista tergiten är svart, resten av bakkroppen är blodröd.

## Ekologi
Habitatet utgörs globalt framför av varma biotoper, som halvöknar och stäpper, gärna med soluppvärmda branter, men även buskageterräng som macchia, torra betesmarker och trädgårdar på landsbygden.
I norra delen av utbredningsområdet förekommer arten framför allt på rasbranter i kustområden (så kallad backafallsterräng, där även värdarten, rostsmalbi, lever) och gräsmarker på kalkgrund. Den är polylektisk, den hämtar nektar från blommande växter från många olika familjer, bland annat ranunkelväxter som smörblommor, törelväxter som törelsläktet, flockblommiga växter som vildmorot och björnloka samt klockväxter som åkervädd. Arten är ovanlig bland blodbin genom att inte bara honorna utan även hanarna övervintrar.

### Fortplantning
Taggblodbiet är en boparasit; honan bygger inget eget bo, utan lägger sina ägg i bon av rostsmalbi. Som alla blodbin är honan mycket aggressiv, och kan till och med döda värdhonan om denna skulle vara närvarande och sätta sig till motvärn. Därefter öppnar hon en förseglad larvcell som redan försetts med ägg och näring, förstör värdägget eller -larven, och lägger sitt eget ägg i cellen så att hennes larv, när den kläcks, har full tillgång till den insamlade näringen. Det finns uppgifter från Storbritannien om att även bandsandbi skulle tjäna som värd, men detta är ifrågasatt.

## Utbredning
Utbredningsområdet omfattar Europa från England till södra Sverige i norr, och från södra Spanien till Grekland (Kreta och fastlandet) i söder. Österut når det via Ryssland till Turkiet och vidare till delar av Asien. Arten finns också i Nordafrika (Marocko).
I Norden finns arten numera bara i Sverige, även om den har funnits i Danmark under 1940 till 1958. Några fynd i Finland eller Norge har inte gjorts.
I Sverige finns arten endast i Skåne. Den upptäcktes någonstans i Landskrona kommun 2000, men den har sedan gått tillbaka, och mellan 2003 och 2014, då en hane påträffades, upptäcktes inga fler individer på lokalen. 2006 upptäcktes ännu en population i närheten av Kåseberga. Vid upptäckten dödades tyvärr ett antal individer, och det är okänt hur det har gått för populationen. Den svenska förekomsten är rödlistad som akut hotad ("CR"), men Artdatabanken utesluter inte att den redan kan vara nationellt utdöd.
Artens blotta sällsynthet utgör ett hot mot det svenska beståndet. Mer eller mindre slumpartade händelser, som att ett värdbo rasar igen, får en oproportionerligt stor inverkan på artens bestånd. Svenska Artdatabanken avråder från all insamling.

## Status
Globalt är arten rödlistad som nära hotad. Främsta hotet är habitatförlust, främst till följd av igenväxning av hedarna arten lever på i södra delen av utbredningsområdet.